# Alexei Iwanowitsch Nowikow
Alexei Iwanowitsch Nowikow (russisch Алексей Иванович Новиков, engl. Transkription: Aleksey Ivanovich Novikov; * 15. April 1931 in Orjol, Russland; † 24. Oktober 2024) war ein russisch-nonkonformistischer Maler und Bildhauer und Mitglied der Akademie der Künste der UdSSR.

## Leben

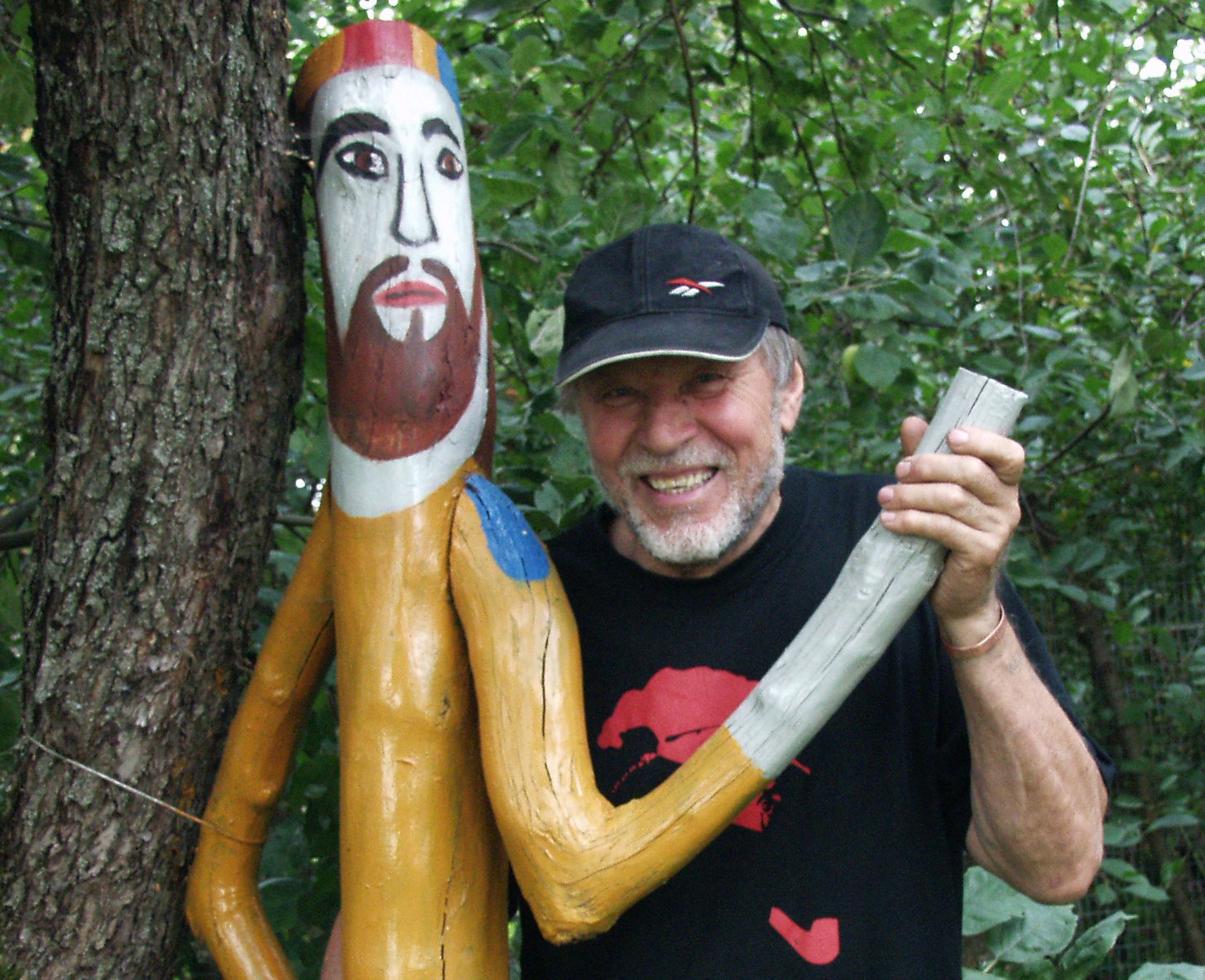
Der Künstler und sein Werk

Ab 1957 studierte er an der Ilja-Repin-Kunstschule und dem Kunstgymnasium. Nowikow diente sechs Jahre als Ubootmatrose bei der Nordflotte in Murmansk. In Russland selbst war er, wie auch die übrigen Nonkonformisten im Allgemeinen, wenig bekannt. Die Teilnahme an verschiedenen Gruppenausstellungen junger russischer Künstler öffneten den Weg für Ausstellungen im Ausland, vor allem: 1981 in Stockholm, 1989 bei der XIV International Art Show „Perestroyka“ in Rom, 1990 bei der Modern Art Druout, Richelieu in Paris, 1990 bei der Einzelausstellung “Soviet Art Glasnost”, Galerie “Du Cygne” in Genf, Art Expo, 1991 „SocArt“, Frankfurt, Einzelausstellung Galerie “PN”, Warschau, Einzelausstellung „Morgan Manor“, San-Francisco, Katalog. Einzelausstellung im Museum von Ratingen, Duisburg, Deutschland. Höhepunkte waren Ausstellungen in den beiden großen nationalen russischen Kunstmuseen: eine große Einzelausstellung mit seinem Sohn Igor Nowikow 1993 in der Tretjakow-Galerie in Moskau.
Er gehörte zum Kreis der Moskauer nonkonformistischen Künstler, die durch den Niedergang der Sowjetunion geprägt wurden. Alexei Nowikow war Moskauer Maler, Akademiker und Mitglied der Russischen Kunstakademie (wörtlich also Kaiserliche Kunstakademie, dt. auch Petersburger Kunstakademie). 1992 er hat eine Prämie der Vereinten Nationen (VN) bekommen.

## Einzelausstellungen
- 1989: XIV International Art Show „Perestroyka“, Rom
- 1991: Einzelausstellung Galerie „PN“, Warschau,  Katalog
- 1993: Einzelausstellung mit seinem Sohn in der Tretjakow-Galerie in Moskau.
- 1995: „Shchusev State Museum of Architecture“ am Moskauer Konservatorium, 1995  Moskau.
- 2002: „Artistes russes“ Museum „Le Manoir de la Ville de Martigny“, Martigny, Schweiz.
- 2003: Museum Design Centr, Langental, Schweiz.
- 2006: Galerie Adler, Genf, Gstaat, Schweiz, London
- 2009: Einzelausstellung Galerie Klosbach 45, Zürich, Schweiz
- 2010: Einzelausstellung Galerie Klosbach 45, Zürich, Schweiz
- 2011: Einzelausstellung Russische Zeitgenössische Kunst, Contemporary Arts Foundation, Zürich, Schweiz
- 2013: Einzelausstellung und Retrospektive, Galerie der Russischen Handelskammer

## Sammlungen
- Ministry of Culture of Russia, Moscow
- State Tretyakov Gallery, Moscow
- Museum  of  Modern Art, Semipalatinsk
- Kolodzei Collection of Russian and Eastern European Art, Kolodzei Art Foundation
- Museum  of  Contemporary  Art, Bischkek (ehemals Frunse), Kirgisistan
- Russia’s Chamber of Commerce
- Museum  of  Contemporary Art, Perm
- Museum  of  Contemporary Art, Kischinev
- Museum  of  Contemporary  Art, Novosibirsk
- Museum  of  Contemporary Art, Irkutsk
- Museum  of  Modern Art, Nikolaev
- Museum of Modern Art “MARS”, Moscow
- Gorbatchev’s Foundation
- Collection of Talochkin, Moscow

## Galerie

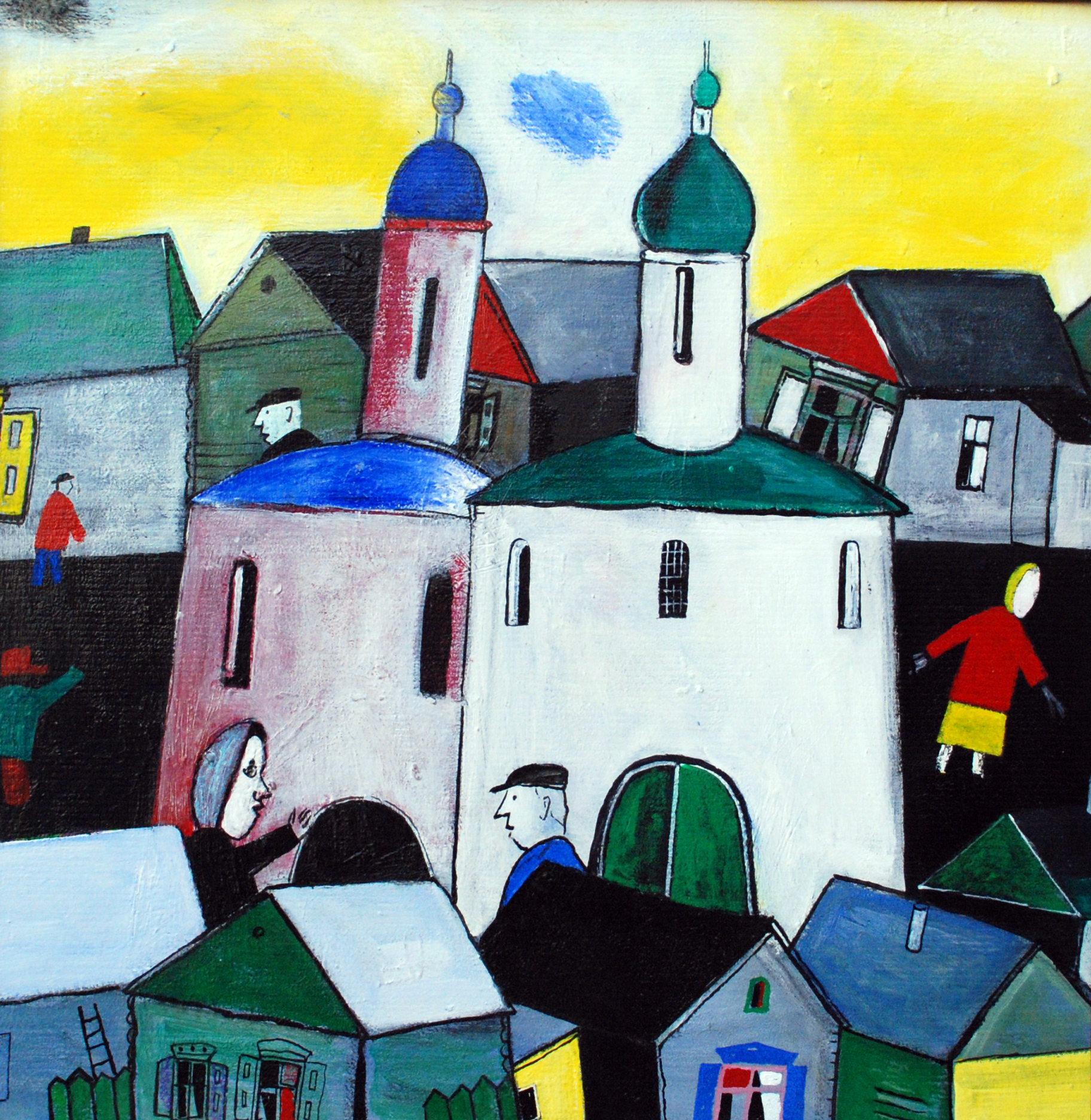
Oil on Canvas 70 cm × 80 cm Church in a small Russian town
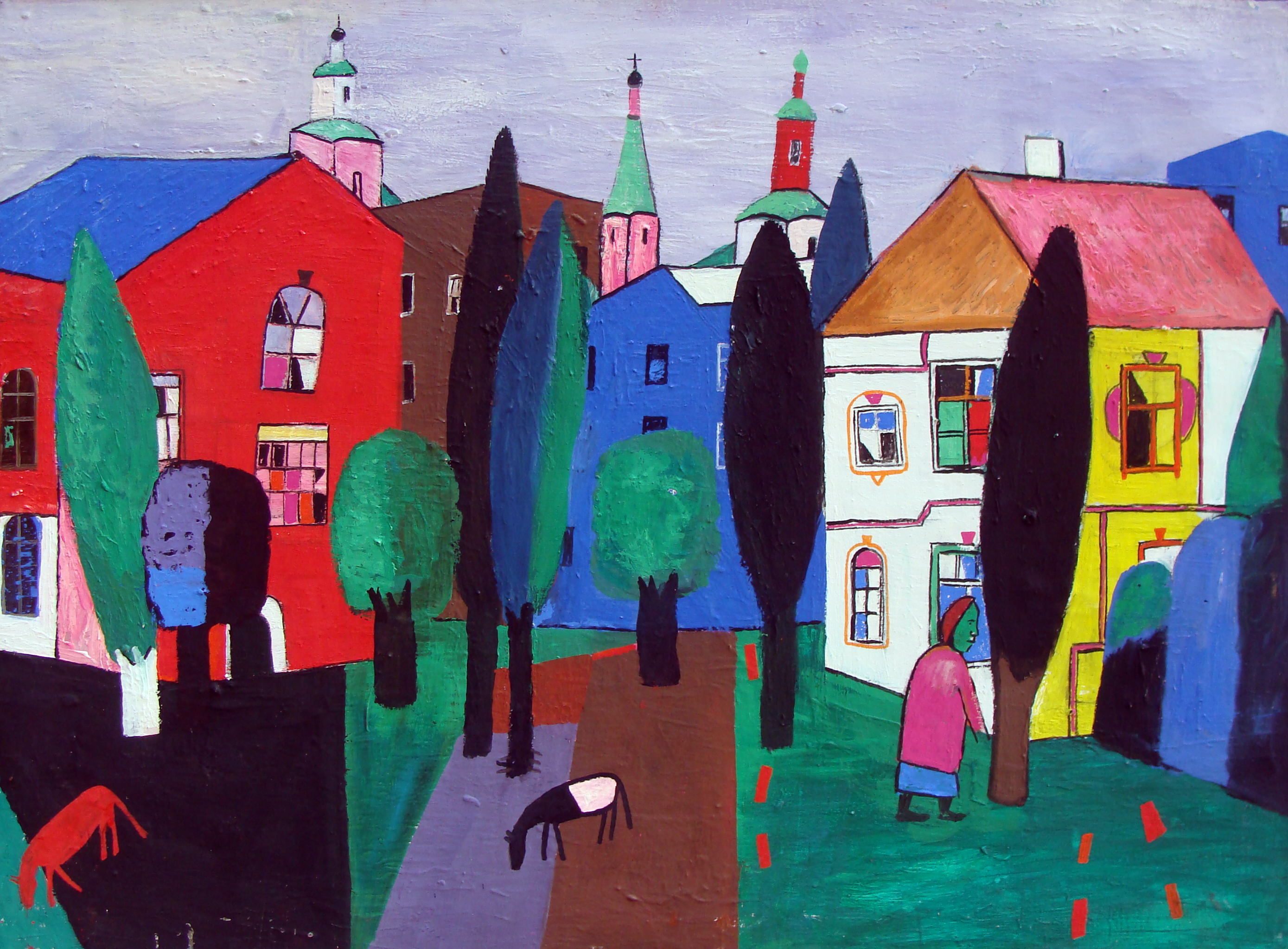
Oil on Canvas 80 cm × 110 cm
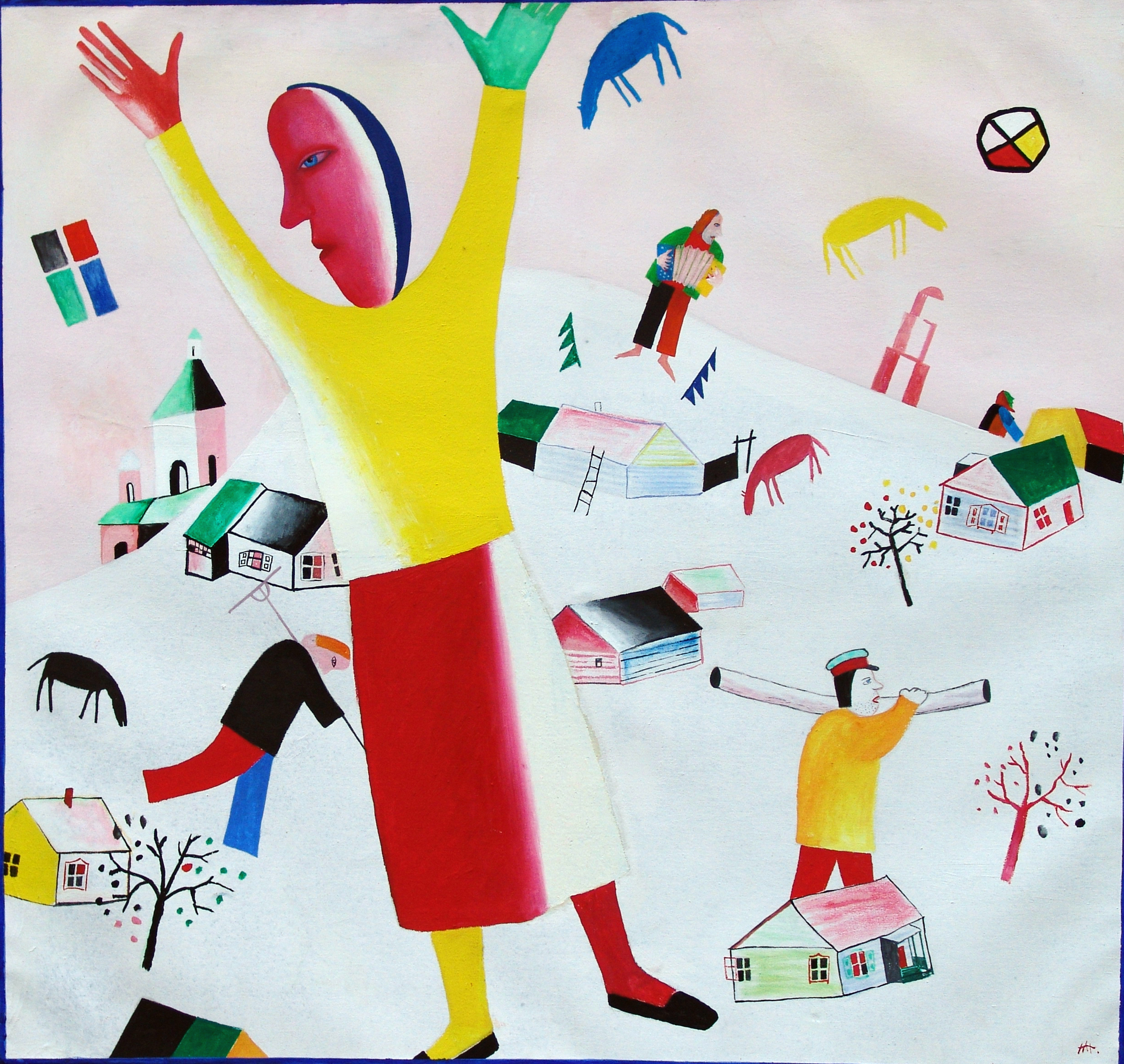
Oil on Canvas, 2001 120 cm × 130 cm
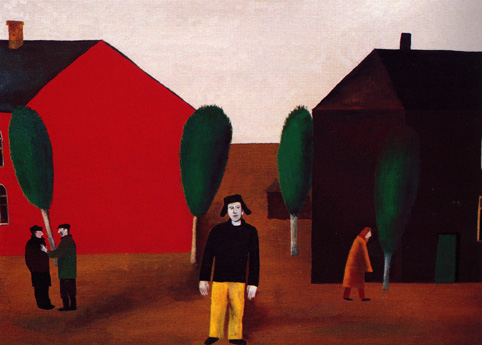
Oil on Canvas, 1979 90 cm × 115 cm
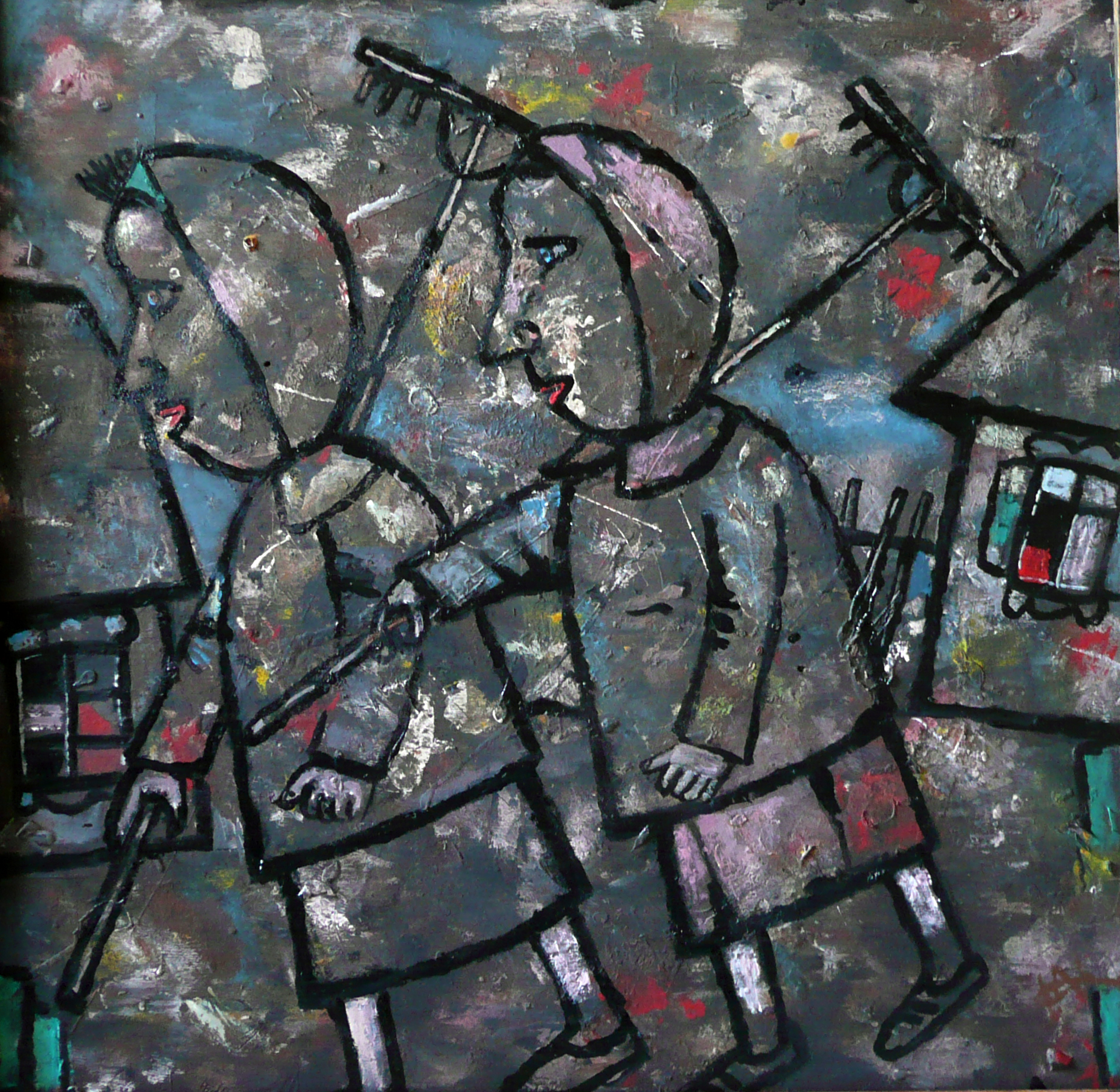
Oil on Canvas 55 cm × 66 cm
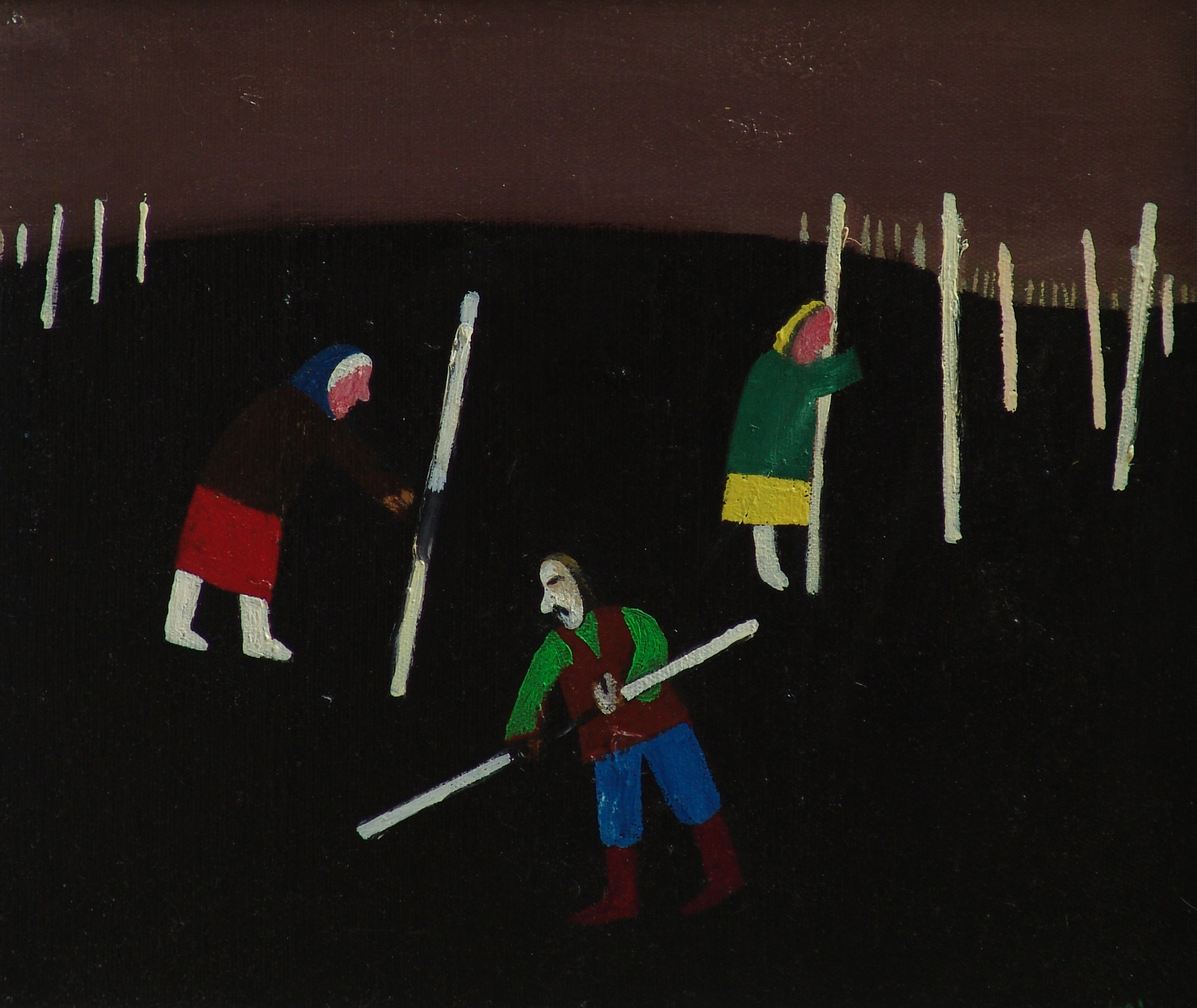
Oil on Canvas, 1987 33 cm × 41 cm
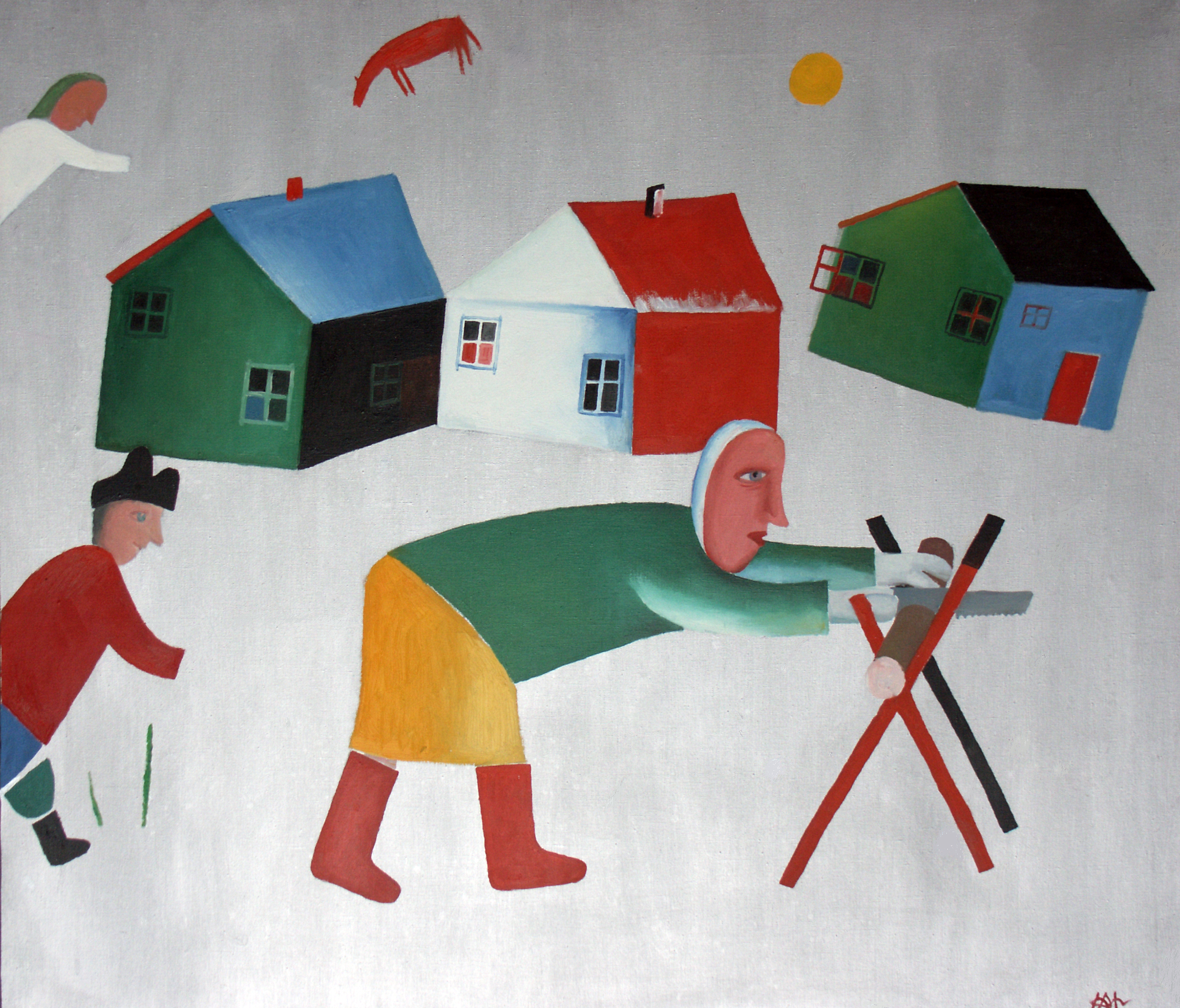
Oil on Canvas 51 cm × 59 cm
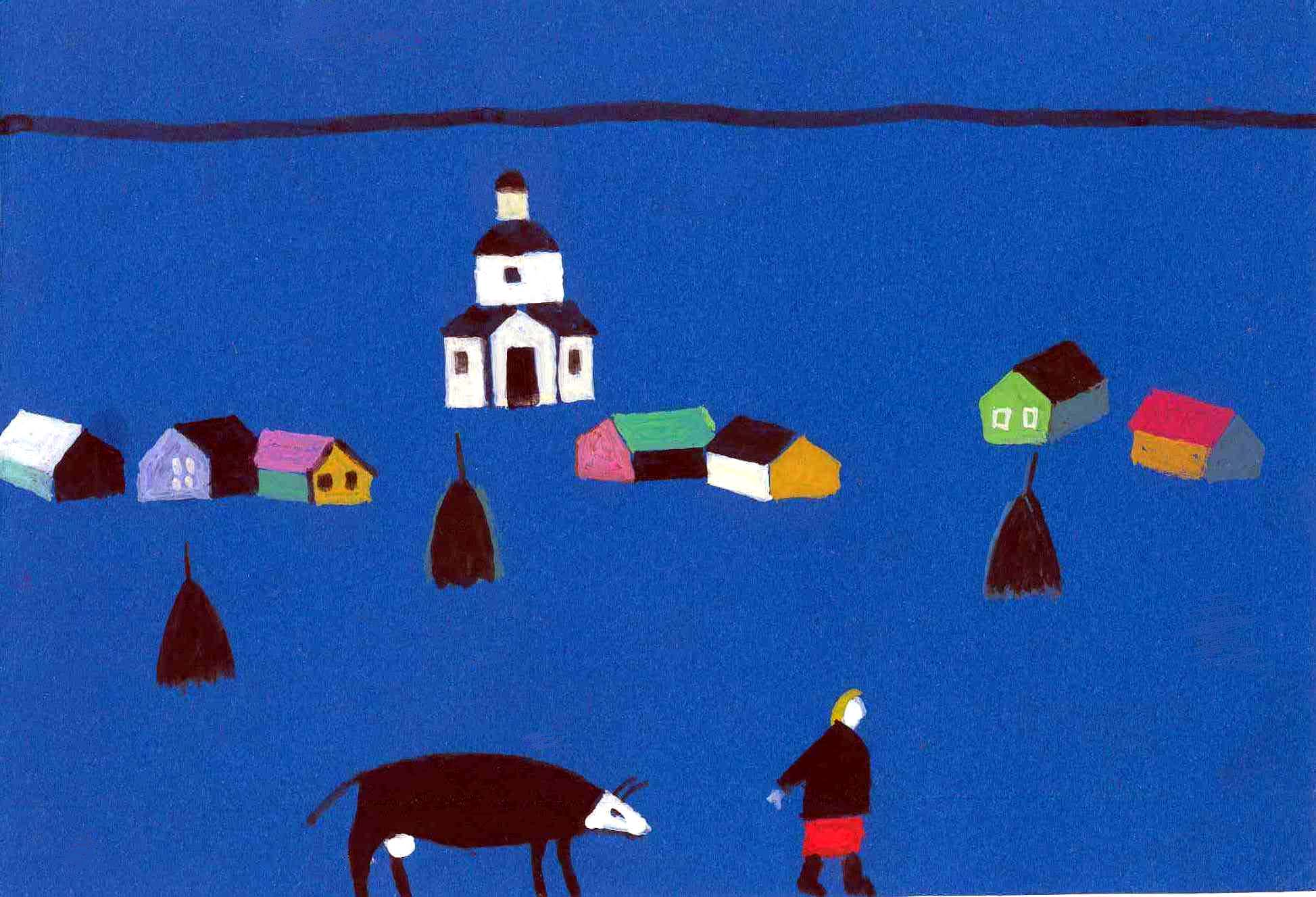
Oil on Canvas 12 cm × 18 cm